# Carlos Bonow
Carlos André Bonow Neto (Rio de Janeiro, 29 de maio de 1973) é um ator brasileiro. É casado com Keila Kerber e é patrilinearmente descendente de alemães. Começou sua carreira em 1996, fazendo diversas participações especiais e papeis menores até ganhar destaque na nona temporada de Malhação, em 2002, e na telenovela Pé na Jaca, em 2006, onde interpretou o motorista galanteador Ed. Em 2007 assinou com a RecordTV e foi alçado aos papeis centrais nas telenovelas Amor e Intrigas e Poder Paralelo.

## Filmografia

### Cinema
| Ano  | Título                             | Personagens        |
| ---- | ---------------------------------- | ------------------ |
| 2006 | Didi, o Caçador de Tesouros        | Soldado 2          |
| 2006 | O Cavaleiro Didi e a Princesa Lili | Chefe da Guarda    |
| 2008 | Se Eu Fosse Você 2                 | Professor de dança |
| 2012 | Até que a Sorte nos Separe         | Rickson            |
| 2014 | Sobrevivente Urbano                | Erick Mayer        |
| 2014 | O Casamento de Gorete              | Bonitão            |
| 2017 | Gostosas, Lindas & Sexies          | Ivanderson         |
| 2020 | O Melhor Verão das Nossas Vidas    | Vitor              |
| 2021 | Um Casal Inseparável               | Paulo Edu          |

### Televisão
| Ano  | Título                         | Personagem                    | Notas                                     |
| ---- | ------------------------------ | ----------------------------- | ----------------------------------------- |
| 1996 | Chico Total                    | Amigo do Seu Canavieira       | Episódio: "13 de julho"                   |
| 1997 | Malhação                       | Montanha                      | Episódios: "13–14 de setembro"            |
| 1998 | Anjo Mau                       | Marcelo                       | Episódio: "17 de janeiro"                 |
| 1999 | Malhação                       | Orlando                       | Participação                              |
| 2000 | Uga Uga                        | Xavier                        | Episódio: "18 de agosto"                  |
| 2001 | Sítio do Picapau Amarelo       | Agente BX3 / Firmino de Souza | Episódio: "Caçadas de Pedrinho"           |
| 2002 | O Quinto dos Infernos          | Gastão                        |                                           |
| 2002 | Malhação                       | Marcos Valentim (Marcão)      | Temporada 9                               |
| 2003 | Kubanacan                      | Pablo Aloña                   | Episódios: "26–28 de julho"               |
| 2004 | Senhora do Destino             | Márcio                        | Episódio: "7 de setembro"                 |
| 2004 | Carga Pesada                   | Carlão                        | Episódio: "E Agora, Companheiros?"        |
| 2005 | Mandrake                       | Robson                        | Episódio: "Yag"                           |
| 2005 | A Lua Me Disse                 | Rodrigo                       | Episódios: "5–30 de setembro"             |
| 2006 | Bang Bang                      | Hector                        | Episódios: "26–27 de janeiro"             |
| 2006 | Avassaladoras: A Série         | Paulo Gustavo                 | Episódio: "Mulheres em Conserva"          |
| 2006 | Páginas da Vida                | Surfista                      | Episódio: "10 de julho"                   |
| 2006 | Linha Direta                   | Soldado Emmanuel              | Episódio: "As Cartas de Chico Xavier"     |
| 2006 | Pé na Jaca                     | Edmilson Prata (Ed)           |                                           |
| 2007 | Toma Lá, Dá Cá                 | Tadeu                         | Episódio: "Espelho, Espelho Meu"          |
| 2007 | Amor e Intrigas                | Luciano Mendonça              |                                           |
| 2009 | Poder Paralelo                 | Roberto Baruel                |                                           |
| 2011 | Rebelde                        | Leonel                        | Episódios: "29 de novembro–1 de dezembro" |
| 2012 | Máscaras                       | Fausto Bastos (Faustino)      |                                           |
| 2013 | Pecado Mortal                  | Marcelo Firenze (Starsky)     |                                           |
| 2014 | Milagres de Jesus              | Marcius                       | Episódio: "Um Cego em Betsaida"           |
| 2015 | Os Dez Mandamentos             | Ahmós                         |                                           |
| 2016 | Malhação: Pro Dia Nascer Feliz | Márcio Correa                 | Temporada 24                              |
| 2017 | TOC's de Dalila                | Ernesto                       | Episódio: "Amigas do Peito"               |
| 2017 | Cidade Proibida                | Joel                          | Episódio: "Caso Glória"                   |
| 2017 | Dancing Brasil                 | Participante                  | Temporada 2                               |
| 2018 | O Outro Lado do Paraíso        | Dr. Helder Sampaio            |                                           |
| 2018 | Tô de Graça                    | Flávio                        | Episódio: "Bebê A Bordo"                  |
| 2018 | Orgulho e Paixão               | Fausto                        | Episódio: "16 de agosto"                  |
| 2021 | Nos Tempos do Imperador        | Alberto Gomes de Sá           |                                           |
| 2021 | Desjuntados                    | João Paulo (JP)               | Episódio: "Desrranjar"                    |